# 14925 Naoko
14925 Naoko è un asteroide della fascia principale. Scoperto nel 1994, presenta un'orbita caratterizzata da un semiasse maggiore pari a 2,2629311 UA e da un'eccentricità di 0,1943974, inclinata di 6,76898° rispetto all'eclittica.